# Misie sui iuris v Turkmenistánu
Misie sui iuris v Turkmenistánu je katolickou misií a její ritus je latinský.

## Území
Misie zahrnuje celé území Turkmenistánu.
Sídlem misie je město Ašchabad.
Misie má jen jednu farnost. K roku 2017 měla 200 věřících, 3 řeholní kněze, 5 řeholníků a 3 řeholnice.

## Historie
Misie byla zřízena 29. září 1997, a to z území apoštolské administratury Kazachstán

## Seznam superiorů
- Andrzej Madej, O.M.I. (od 1997)